# Marta Bach i Pascual
Marta Bach i Pascual (Mataró, 17 de febrer de 1993) és una exjugadora de waterpolo catalana.
De ben petita, va formar part dels Capgrossos de Mataró essent una de les seves enxanetes. Formada al CN Mataró, amb aquest equip ha guanyat dues Copes de la Reina (2016 i 2022). Internacional amb la selecció espanyola, ha aconseguit dues medalles d'argent als Jocs Olímpics de Londres 2012 i de Tokio 2020, així com un diploma olímpic als de Rio de Janeiro 2016. També ha participat en cinc Campionats del Món entre 2011 i 2019, destacant una medalla d'or el 2013 i dues d'argent el 2017 i 2019. A més, va proclamar-se d'Europa 2014 i va aconseguir la medalla d'or als Jocs Mediterranis de Tarragona de 2018.
Entre d'altres reconeixements, va ser escollida millor esportista de l'any 2012 de Mataró.

## Palmarès
Clubs
- 1 Copa LEN de waterpolo femenina: 2015-16
- 1 Lliga espanyola de waterpolo femenina: 2019-20
- 2 Copes espanyoles de waterpolo femenina: 2015-16, 2021-22
- 2 Supercopes espanyoles de waterpolo femenina: 2019-20, 2021-22
- 1 Copa Catalunya de waterpolo femenina: 2021-22

Selecció espanyola
- 1 medalla d'argent als Jocs Olímpics d'Estiu de 2012
- 1 medalla d'argent als Jocs Olímpics d'Estiu de 2020
- 1 medalla d'or al Campionat del Món de waterpolo: 2013
- 2 medalles d'argent al Campionat del Món de waterpolo: 2011, 2019
- 1 medalla d'or al Campionat d'Europa de waterpolo: 2014
- 1 medalla de bronze al Campionat d'Europa de waterpolo: 2018
- 1 medalla d'or al Jocs Mediterranis de 2018